# Cuneo clastico
In geologia, il termine cuneo clastico "designa un corpo a sezione trasversale asimmetrica che rappresenta il riempimento di un bacino orogenico di avanfossa".
Si tratta in genere di una spessa sovrapposizione di sedimenti — spesso con il profilo a forma di lente — erosi e depositati verso il lato interno di una catena montuosa; cominciano suo fronte della montagna, si ispessiscono notevolmente verso il suo lato interno fino alla profondità di una vetta, e si assottigliano progressivamente con il crescere della distanza verso l'interno. Alcuni esempi di cunei clastici si trovano negli Stati Uniti d'America come il delta di Catskill negli Appalachi e la sequenza dei sedimenti giurassici e cretacei depositati nel bacino di avampaese cordiglierano nella regione delle Montagne Rocciose. In Italia, cunei clastici sono presenti ad esempio nel cosiddetto Flysch Lombardo, una serie di unità stratigrafiche presenti dalle province di Brescia fino a quella di Varese formate da sedimenti clastici, derivati dalla progressiva erosione della catena alpina durante il suo innalzamento nella fase iniziale dell'orogenesi.
Non tutti i cunei clastici sono associati alla formazione di montagne. Essi sono caratteristici anche dei margini continentali passivi come la Costa del Golfo; questi sono ambienti quiescenti, dove i sedimenti hanno accumulato un grande spessore durante un lungo periodo di tempo. Nelle interpretazioni di geologia regionale, precedenti allo sviluppo della teoria della tettonica a zolle, queste sequenze sedimentarie della scarpata continentale del margine passivo erano denominate miogeoclinali.
I cunei clastici sono spesso suddivisi in due tipi distinti: flysch, per la maggior parte sedimenti clastici a fine granulometria, che sono deposti in acque marine da basse a profonde ad opera di correnti di torbida; e molassa, che è composta principalmente da arenarie rosse, conglomerati e argille che furono depositati in ambienti terrestri o in ambienti marini poco profondi.